# Luikerland

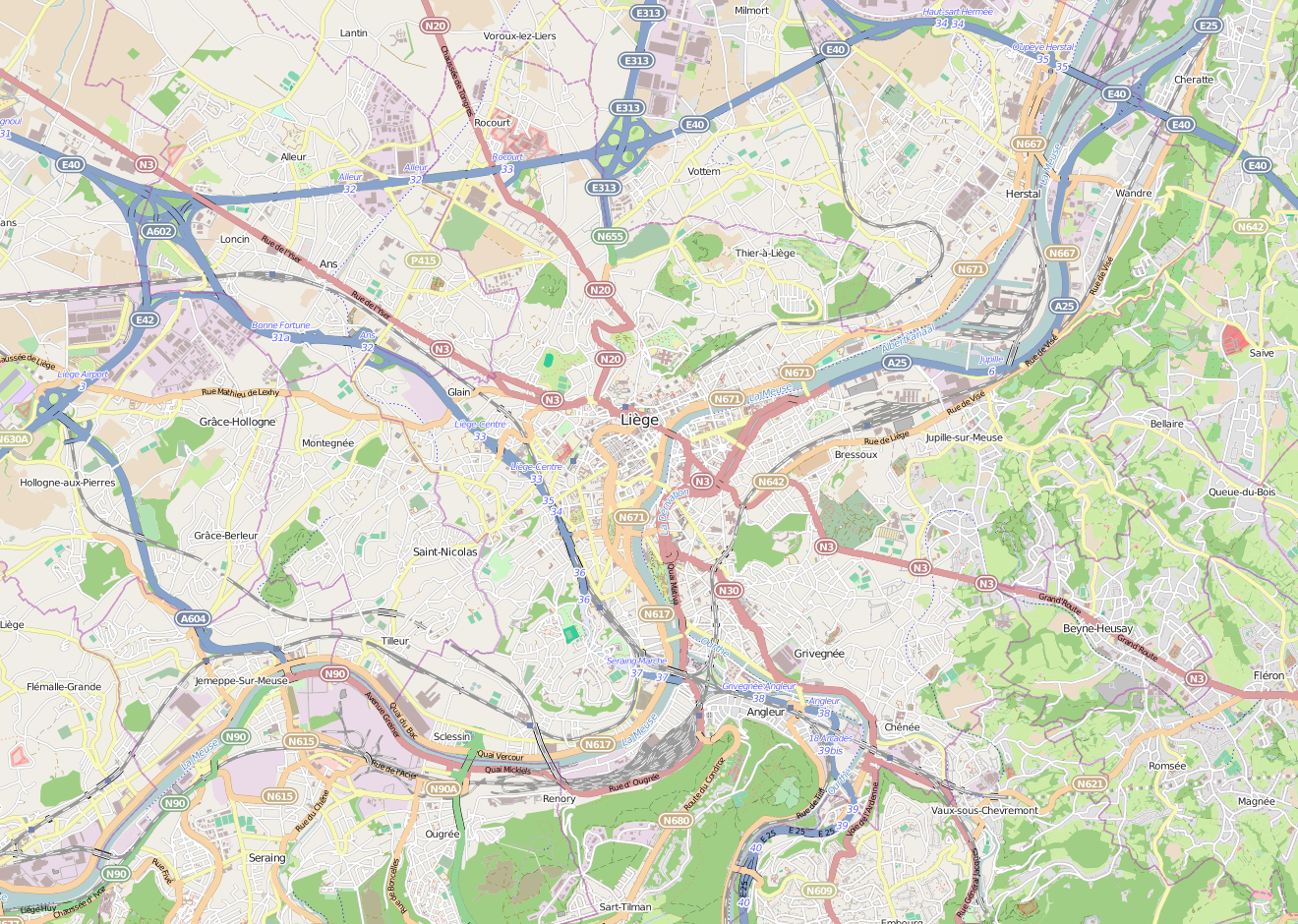
Kerngebied van het Luikerland

Luikerland (Frans: Pays de Liège) is de populaire benaming van de streek rondom de stad Luik in de Belgische provincie Luik. De geografische begrenzing van de streek is niet duidelijk vastgelegd; meestal wordt het gebied tussen de steden Luik, Borgworm en Hoei bedoeld, evenals delen van de Condroz en de Ardennen, die in de onmiddellijke omgeving van de stad Luik gelegen zijn.
Met de naam Luikerland wordt ook het vroegere Prinsbisdom Luik bedoeld en dan met name het Franstalige deel (inclusief de streek Thudinië in Henegouwen). Het Nederlandstalige deel van het prinsbisdom, merendeels in de Belgische provincie Limburg gelegen, wordt meestal aangeduid als Maasland (maar soms ook als Luikerland).